# Lucette Junod-Pellaton
Pour les articles homonymes, voir Junod.
Lucette Junod-Pellaton, née à La Chaux-de-Fonds le 25 décembre 1932, est une écrivain et poète neuchâteloise.

## Biographie
Lucette Junod entreprend des études d'art dramatique aux conservatoires de Neuchâtel et Genève puis se consacre à l'écriture de théâtre.
Parallèlement à cette activité, elle donne de nombreux récitals de poésie et fonde en 1983 les Rencontres poétiques internationales qu'elle organise à Yverdon-les-Bains et à Neuchâtel. Elle compte à son actif plusieurs recueils de poèmes au style très imagé et à la tonalité douce-amère, nostalgique. Lucette Junod a également écrit un roman Les grands champs.
Directrice du Service de presse suisse pendant dix ans, elle est membre de diverses associations dont l'Association des écrivains de langue française, l'Association vaudoise des écrivains et l'Association et de la Société suisse des écrivaines et écrivains.

## Hommage
En 2004, il visite Athènes où il est membre d'honneur du Centre Européen d’Art (EUARCE).
Lauréate du Prix Paul Budry en 1980, elle est l'épouse de l'écrivain Roger-Louis Junod.

## Sources
- « Lucette Junod-Pellaton », sur la base de données des personnalités vaudoises sur la plateforme « Patrinum » de la Bibliothèque cantonale et universitaire de Lausanne.
- A. Nicollier H.-Ch. Dahlem, Dictionnaire des écrivains suisses d'expression française, vol. 1, p. 497-498
- H.-Ch. Dahlem, Sur les pas d'un lecteur heureux guide littéraire de la Suisse, p. 308
- A.-L. Delacrétaz, D. Maggetti, Écrivaines et écrivains d'aujourd'hui, p. 194
- Coopération n°26, 1983/06/30
- Journal de Genève, 1983/04/23
- Evangelos Andreou, Lucette Junod-Pellaton “Aimé jusque dans l'Acheron”-  Lyrique, énigmatique, anthropocentrique raison poétique. Magazine “Lettres Éoliennes” (Grèce) n°210/2004 (Congrès Mondial de L'Association Internationale de la Critique Littéraire (AICL - France))
- A D S - Autorinnen und Autoren der Schweiz - Autrices et Auteurs de Suisse - Autrici ed Autori della Svizzera